# Parafia Wszystkich Świętych Rosyjskich w Kłajpedzie
Parafia Wszystkich Świętych Rosyjskich – parafia prawosławna w Kłajpedzie, w dekanacie kłajpedzkim eparchii wileńskiej i litewskiej Rosyjskiego Kościoła Prawosławnego. Jedna z trzech parafii prawosławnych w Kłajpedzie.

## Historia
W okresie międzywojennym w Kłajpedzie działała prawosławna parafia licząca 30–40 wiernych, obsługiwana przez duchownych ze Szkud i Wiekszni. Podczas II wojny światowej budynek wykorzystywany jako cerkiew uległ zniszczeniu. Mimo znacznego wzrostu liczby parafian (do około 1000 osób), władze radzieckie początkowo nie wyrażały zgody na przekazanie obiektu, w którym można byłoby odprawiać nabożeństwa prawosławne. Dopiero w grudniu 1947 parafii udało się pozyskać opuszczoną luterańską kaplicę cmentarną, którą następnie zaadaptowano do potrzeb liturgii prawosławnej i wyświęcono jako cerkiew Wszystkich Świętych Rosyjskich. W urządzonej w ten sposób cerkwi przez pewien czas odprawiano również nabożeństwa luterańskie.
W 1995 z parafii Wszystkich Świętych Rosyjskich wydzielono parafię Świętych Wiery, Nadziei, Lubowi i Matki Ich Zofii, a w 2000 – parafię Opieki Matki Bożej i św. Mikołaja.
22 września 2021 r. biskup trocki Ambroży dokonał wielkiego wyświęcenia cerkwi parafialnej.

## Współcześnie
Parafia Wszystkich Świętych Rosyjskich w Kłajpedzie należy do najliczniejszych wspólnot prawosławnych na Litwie. W cerkwi służy czterech duchownych. Nabożeństwa odprawiane są codziennie. Prowadzona jest również działalność oświatowo-wychowawcza.